# Баронеты Спенсер

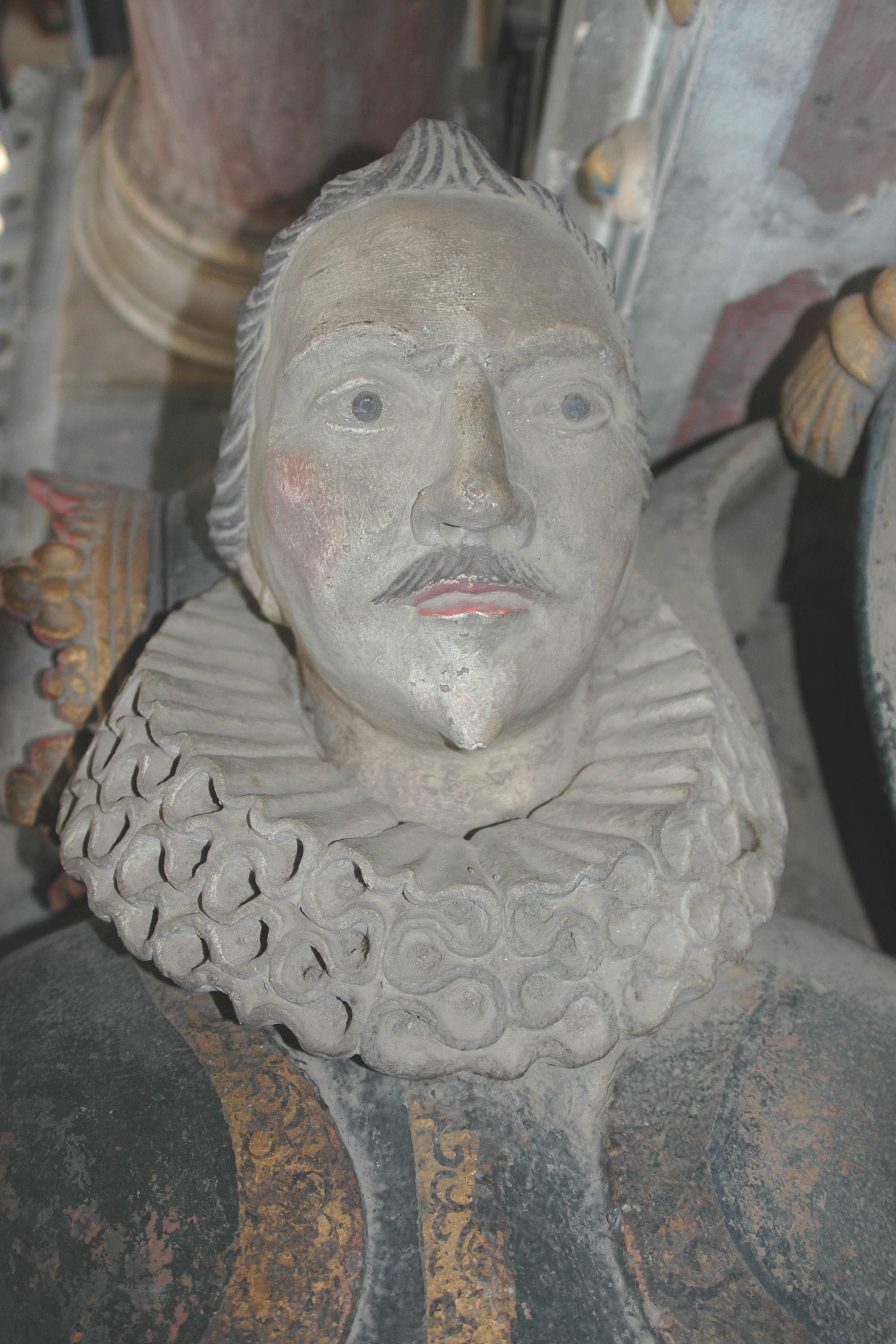
Сэр Уильям Спенсер (ум. 1609), отец первого баронета Спенсер из Ярнтона, мемориал в приходской церкви Ярнтона в Оксфордшире

Баронет Спенсер (англ. Spencer baronets) — титул, созданный дважды для представителей семьи Спенсер, потомков двух младших сыновей сэра Джона Спенсера (1524—1586) из Элторпа в графстве Нортгемптоншир.

## История

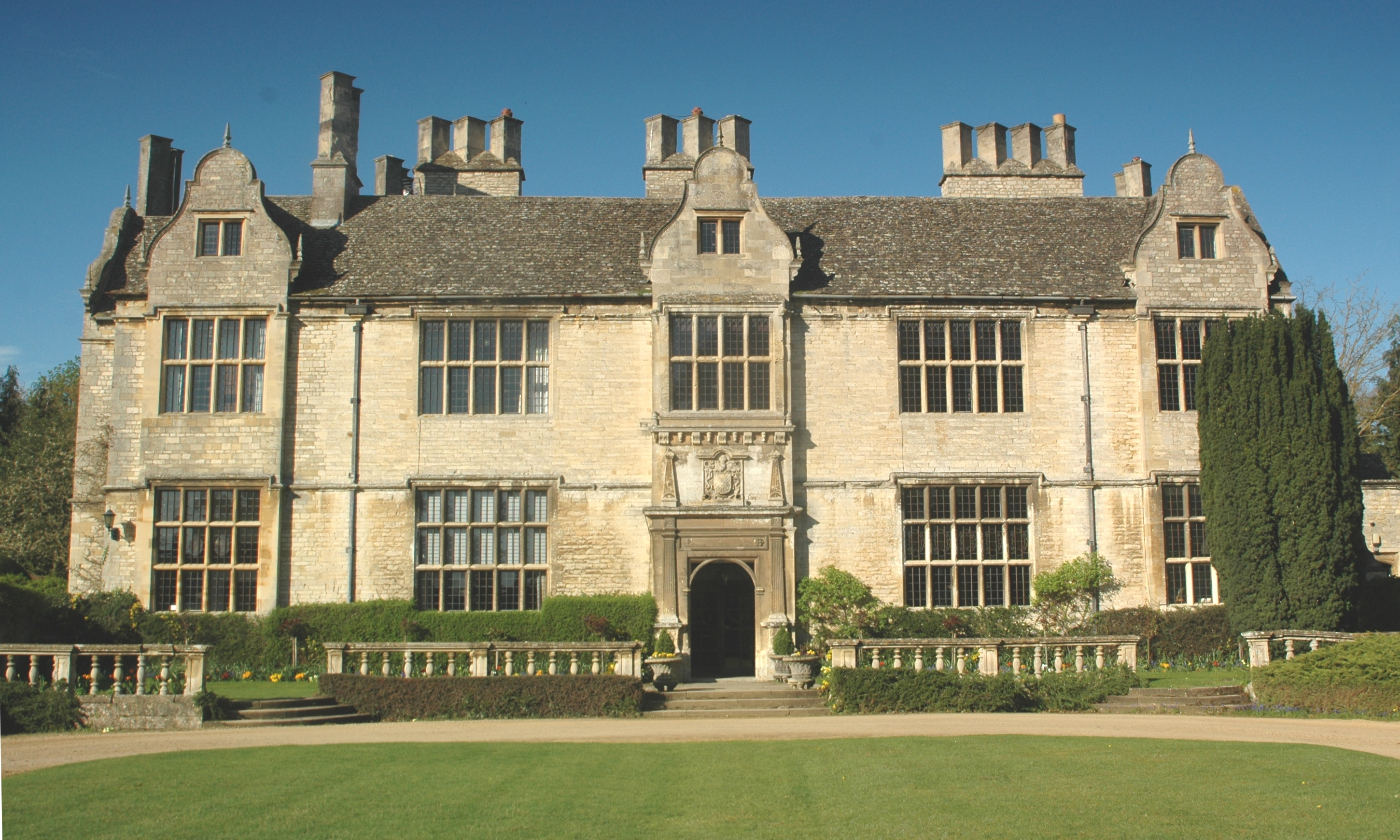
Поместье Ярнтон, построенное в 1611 году сэром Томасом Спенсером

Титул баронета Спенсера из Ярнтона был создан 29 июня 1611 года в Баронетстве Англии для Томаса Спенсера (1585—1622), депутат Палаты общин от Вудстока (1604—1611), сына сэра Уильяма Спенсера из Ярнтона (графство Оксфордшир), третьего сына сэра Джона Спенсера из Элторпа. Сэр Томас Спенсер, 3-й баронет (1639—1685) также был депутатом парламента от Вудстока (1660—1679). Титул баронета Спенсера из Ярнтона пресекся после смерти Чарльза Спенсера, 7-го баронета в 1741 году.
Титул баронета Спенсера из Оффли был создан 14 марта 1627 года для Джона Спенсера из Оффли (Грейт-Оффли, графство Хартфордшир), сына Ричарда Спенсера, четвертого сына сэра Джона Спенсера из Элторпа. Его сестра Элис, которая вышла замуж за сэра Джона Дженнигса из Сандриджа (ум. 1642), деда Сары Черчилль, 1-й герцогини Мальборо. Джон Спенсер скончался в 1633 году, не составив мужского потомства. Титул баронета пресекся, но затем 26 сентября 1642 года был восстановлен для его брата и наследника Брокета Спенсера. Сэр Джон Спенсер, 4-й баронет (1650—1712), был депутатом Палаты общин от Хартфордшир (1705—1708). После его смерти титул баронета Спенсера из Оффли прервался. Его имение унаследования его четыре дочери.

## Баронеты Спенсер из Ярнтона (1611)
- 1611—1622: Сэр Томас Спенсер, 1-й баронет (1585—1622), сын сэра Уильяма Спенсера из Ярнтона
- 1622—1647: Сэр Уильям Спенсер, 2-й баронет (1608—1647), сын предыдущего
- 1647—1685: Сэр Томас Спенсер, 3-й баронет (1639—1685), сын предыдущего
- 1685—1722: Сэр Томас Спенсер, 4-й баронет (ум. 1722)
- 1722—1726: Сэр Генри Спенсер, 5-й баронет (ум. 1726)
- 1726—1735: Сэр Уильям Спенсер, 6-й баронет (ум. 1735)
- 1735—1741: Сэр Чарльз Спенсер, 7-й баронет (ум. 1741)

## Баронеты Спенсер из Оффли, первая креация (1627)
- 1627—1633: Сэр Джон Спенсер, 1-й баронет (ум. 1633), сын сэра Ричарда Спенсера из Оффли

## Баронеты Спенсер из Оффли, вторая креация (1642)
- 1642—1668: Сэр Брокет Спенсер, 1-й баронет (1605—1668), младший брат предыдущего
- 1668—1688: Сэр Ричард Спенсер, 2-й баронет (1647—1688)
- 1688—1699: Сэр Джон Спенсер, 3-й баронет (1678—1699)
- 1699—1712: Сэр Джон Спенсер, 4-й баронет (1650—1712), скончался, не оставив сыновей.